# Metoclopramid
Metoclopramid là một thuốc được sử dụng chủ yếu trị các bệnh ở dạ dày và thực quản. Nó thường được sử dụng để điều trị buồn nôn và ói mửa, do rối loạn tiêu hoá hoặc chứng đau nửa đầu , sau phẫu thuật hoặc dùng hóa trị liệu cũng như chiếu tia. Metoclopramid có ích trong chứng trào ngược dạ dày – thực quản và liệt dạ dày cũng như để phòng ngừa hội chứng hít dịch vị vào khí quản. Tuy nhiên thuốc không có tác dụng phòng ngừa hoặc trị chứng say tàu xe. Nó thuộc về nhóm thuốc gọi là thuốc đối kháng dopamin thụ thể.
Trong năm 2012, metoclopramide là một trong 100 loại thuốc được biên toa nhiều nhất tại Hoa Kỳ. Nó nằm trong danh sách các dược phẩm thiết yếu của Tổ chức Y tế thế giới, một danh sách các loại thuốc quan trọng nhất cần thiết trong một hệ thống y tế cơ bản.

## Tác dụng phụ
Tác dụng phụ thường gặp bao gồm: cảm giác mệt mỏi, tiêu chảy, và cảm giác bồn chồn. Tác dụng phụ nghiêm trọng hơn bao gồm: rối loạn vận động, và trầm cảm  Vì vậy, hiếm khi rằng những người uống thuốc uống được đề nghị, dùng nó trong thời gian dài hơn 12 tuần. Metoclopramide từ lâu đã được sử dụng trong tất cả các giai đoạn của thai kỳ không có bằng chứng về tác hại cho người mẹ hoặc thai nhi.